# Ferula stenoloba
Ferula stenoloba är en flockblommig växtart som beskrevs av Karl Heinz Rechinger. Ferula stenoloba ingår i släktet stinkflokesläktet, och familjen flockblommiga växter. Inga underarter finns listade i Catalogue of Life.